# Michael G. Wilson

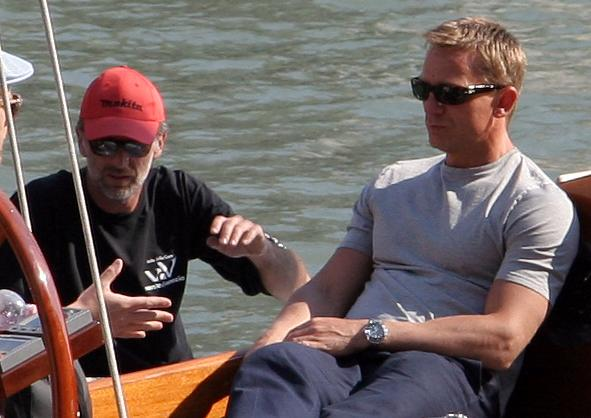
Wilson (links) und Daniel Craig während der Dreharbeiten zu Casino Royale in Venedig

Michael Gregg Wilson CBE (* 21. Januar 1942 in New York City) ist ein US-amerikanischer Filmproduzent und Drehbuchautor.

## Leben
Als Sohn des Schauspielers Lewis Wilson und der Autorin Dana Broccoli und Stiefsohn von Albert R. Broccoli, absolvierte er zunächst am Harvey Mudd College ein Studium als Elektroingenieur. Danach studierte er an der Stanford University Jura und arbeitete später für die US-Regierung. Er wurde schließlich Teilhaber einer Anwalts-Kanzlei in Washington, die sich auf Internationales Recht spezialisiert hatte.
1972 wurde Wilson im Rechts- und Verwaltungsbereich der Filmproduktionsfirma Eon Productions Ltd. angestellt und avancierte für den Bond-Film Der Spion, der mich liebte zum Produktionsassistenten. Für Moonraker – Streng geheim und die beiden darauffolgenden Bond-Filme In tödlicher Mission und Octopussy wurde er schließlich zum ausführenden Produzenten ernannt. Seit In tödlicher Mission war er als Co-Drehbuchautor außerdem kreativ am Entstehungsprozess der Bond-Filme beteiligt.
Zusammen mit seinem 1996 verstorbenen Stiefvater Albert R. Broccoli produzierte er später die Filme Im Angesicht des Todes, Der Hauch des Todes und Lizenz zum Töten. Mit Broccolis Tochter und seiner Halbschwester Barbara Broccoli war Wilson seit GoldenEye (1995) für die Produktion der James-Bond-Reihe verantwortlich. Ihre Produktionsfirma Eon Productions Ltd. hatten sie 1996 nach Albert R. Broccolis Tod übernommen. Seit den späten 1970er Jahren hat Wilson in fast allen Bond-Filmen Kurzauftritte absolviert, beispielsweise als Passant in einer Straßenszene. Im Februar 2025 wurde bekannt, dass Wilson und Broccoli die kreative Kontrolle über James Bond an die Amazon MGM Studios abgeben. Gemeinsam mit Amazon MGM gründeten sie eigens ein neues Joint Venture, dass die Eigentumsrechte an James Bond hält.
Neben seinem Engagement für James Bond ist Wilson an den vielseitigen Möglichkeiten der Standfotografie interessiert und hat sich als Experte für Fotografie des 19. Jahrhunderts etabliert. Er ist Mitglied im Advisory Council of the National Museum of Photography, Film and Television und ist Gründer des Wilson Centre for Photography.
Des Weiteren zeichnet er zusammen mit Barbara und Dana Broccoli für die Musical-Version des Fleming-Kinderbuches Tschitti Tschitti Bäng Bäng verantwortlich, die in London und New York großen Anklang fand.
Im Jahr 2024 wurde ihm gemeinsam mit Barbara Broccoli der Irving G. Thalberg Memorial Award der Academy of Motion Picture Arts and Sciences (AMPAS) zuerkannt, die jährlich die Oscars vergibt.

## Filmografie (Auswahl)
- 1985: James Bond 007 – Im Angesicht des Todes (A View to a Kill)
- 1987: James Bond 007 – Der Hauch des Todes (The Living Daylights)
- 1989: James Bond 007 – Lizenz zum Töten (Licence to Kill)
- 1995: James Bond 007 – GoldenEye (GoldenEye)
- 1997: James Bond 007 – Der Morgen stirbt nie (Tomorrow Never Dies)
- 1999: James Bond 007 – Die Welt ist nicht genug (The World Is Not Enough)
- 2002: James Bond 007 – Stirb an einem anderen Tag (Die Another Day)
- 2006: James Bond 007: Casino Royale (Casino Royale)
- 2008: James Bond 007: Ein Quantum Trost (Quantum of Solace)
- 2012: James Bond 007: Skyfall (Skyfall)
- 2015: James Bond 007: Spectre (Spectre)
- 2017: Film Stars Don’t Die in Liverpool
- 2020: The Rhythm Section – Zeit der Rache (The Rhythm Section)
- 2021: James Bond 007: Keine Zeit zu sterben (No Time to Die)